# MsChif
Rachel Collins (San Luis, Misuri; 11 de junio de 1976), conocida profesionalmente como MsChif, es una luchadora profesional estadounidense. Lleva luchando desde 2001 y en ese tiempo ha trabajado para varias promociones independientes de Estados Unidos, con combates invitados en Inglaterra y Japón. Es conocida por su imagen de banshee, que aúlla a sus oponentes y a los árbitros que se interponen en su camino, así como por su cuerpo inusualmente flexible, que le permite realizar y ser sometida a sujeciones modificadas.
Durante dos años, entre 2008 y 2010, fue campeona de la triple corona ostentando por segunda vez el NWA World Women's Championship, así como el Shimmer Championship y el NWA Midwest Women's Championship. Además de ser dos veces campeona mundial de la NWA, también es ganadora del torneo ChickFight. 

## Carrera profesional

### Gateway Championship Wrestling (2001–2006)
Debido al anonimato del que se ha rodeado durante muchos años, poco se sabe poco de su vida antes de convertirse en luchadora. Al crecer como aficionada a la lucha libre, decidió probarla por sí misma en una promoción cercana a su universidad. En la Gateway Championship Wrestling (GCW) se entrenó con Johnny Greenpeace y Jack Adonis, desarrollando el gimmick de gótica-banshee que utilizó a lo largo de su carrera. Su debut se produjo el 19 de julio de 2001 en el show Hillsboro Havoc, donde ganó un combate individual de media tabla contra Christine. Rápidamente se convirtió en una habitual de sus espectáculos, a menudo abriendo con combates individuales contra la mayoría de los hombres.
Después de esto, ella entró en una racha invicta, lo que lleva a una victoria Four-Way Dance en enero de Garage Wars, ganando una oportunidad por el título. Su combate por el Billy McNeil's Light Heavyweight Championship se produjo al mes siguiente en el Mardi Gras Mayhem y puso fin a su racha de victorias. Rápidamente se dedicó a disputar con Daizee Haze y, indirectamente, con sus aliados Matt Sydal y Johnny Greenpeace. Su debut en GCW también coincidió con Delirious, con quien rápidamente formó una alianza bajo el nombre de Diabolic Khaos. Tras acompañarse mutuamente en los combates, debutaron como tag team, haciendo Delirious el pin en su primer combate en Season's Beatings en noviembre de 2001 contra el equipo de Sydal, Operation Shamrock.
En mayo de 2002, la pareja ayudó a Nikki Strychnine en un Exploding Barbed Wire y se unió a su Ministry of Hate, ayudándole a retener su Campeonato GCW, mientras que Strychnine le devolvió el favor y ayudó a MsChif en su disputa con Haze, involucrándose constantemente en sus combates. Esto llegó a un punto álgido en el Locked N' Loaded de febrero de 2003, cuando otra descalificación llevó al aliado de Haze, Johnny Greenpeace, a exigir un combate por equipos entre las dos parejas y, debido a la estipulación acordada, quien hiciera el pinfall (incluida MsChif) se llevaría el Campeonato GCW de Strychnine. A pesar de su alianza, MsChif estaba hambrienta de oro y se negaba constantemente a etiquetar a Strychnine para que no hiciera el pinfall, finalmente después de que el combate se convirtiera en un caos, tanto MsChif como Strychnine inmovilizaron a Greenpeace y Haze, respectivamente, pero como Strychnine y Haze eran la pareja legal, retuvo el cinturón.
Las cosas se torcieron al día siguiente en Desoto cuando el enemigo de Strychnine, Jack Adonis, se dio cuenta de su afecto por MsChif y la golpeó con una silla durante un combate por el título. Cuando Strychnine se fijó en ella, le exigió que defendiera su título en lugar de preocuparse por ella y respondió a su declaración de amor con una bofetada que facilitó que Adonis la inmovilizara y ganara el título. MsChif se separó del Ministerio del Odio después, atacando a Strychnine tras el combate y entablando una disputa con él, bajo su nuevo gimmick de Nikodemus Ravendark, un poeta melancólico con el corazón roto. La disputa culminó en el evento 3rd Anniversary de la GCW, con MsChif derrotando a Ravendark, que se ausentó después.
Mientras Strychnine estaba ausente, se enfrentó al Campeonato de Peso Semipesado de la GCW en numerosas ocasiones, y finalmente se hizo con el cinturón en mayo de 2003 en un baile a tres bandas contra Makaze y la antigua compañera de Ministry of Hate, OuTtKaSt. Durante su mandato como campeona fue la mentora del tag team Nightbreed (Jackal y Cabal) y los utilizó para seguir dando guerra a Greenpeace y Haze. Strychnine regresó pronto y en julio de 2003 se enzarzó en un feudo con Diabolic Khaos, utilizando su Campeonato de la GCW para competir contra Delirious como forma de llegar a MsChif.
En Adults Only 22, MsChif defendió con éxito su cinturón contra Haze y más tarde, por la noche, Strychnine y Delirious tuvieron una revancha por el Campeonato de la GCW. Durante el combate, se utilizó pólvora como arma para dificultar la visión y MsChif blandió el cinturón del título golpeando accidentalmente a Delirious con él antes de golpear a Strychnine, pero éste cayó sobre Delirious para inmovilizarlo, recuperando así el campeonato. Después de varios encuentros más (en combates por equipos y a través de mánagers), Strychnine tuvo por fin su oportunidad de vengarse de MsChif cuando fue contratado para un combate de campeón contra campeón en Challenge of Champions III. 
MsChif se burló de los antiguos afectos de Strychnine, abrazándolo, pero abofeteándolo inmediatamente después, y cogiendo la mesa del anunciador del ring, que pronto atravesó con una crucifix powerbomb; Strychnine fingió compasión fingiendo que la llevaba de vuelta a los vestuarios, sólo para hacer un tombstone piledrive para ganar el combate y llevarse ambos cinturones.
El enfrentamiento entre MsChif y Nikki Strychnine fue votado como el enfrentamiento del año de la empresa, y MsChif también quedó en tercer lugar como mejor luchadora del año. Su último combate, en Judgement Night en marzo de 2004, la vio luchar en un combate a tres bandas con OuTtKaSt y Shawn Almighty, donde ganó la última parte del combate, un combate de escaleras. Dejó oficialmente la empresa en 2005, cuando fue retirada de la lista, pero regresó en mayo de 2006 para el evento Sixth Anniversary, antes de desafiar sin éxito a su antiguo protegido por el Campeonato de Peso Pesado Ligero el mes siguiente en Raging Heat. Hizo una última aparición en el show Holiday Havoc de noviembre, luchando contra Sean Vincent en el penúltimo combate de la noche.

### National Wrestling Alliance

#### Feudo con Daizee Haze (2004)
En 2004, MsChif luchó casi exclusivamente para la Independent Wrestling Association Mid-South (IWA:Mid-South), donde se enfrentó a Daizee Haze. MsChif perdió su combate de debut en enero, pero consiguió una victoria en su siguiente combate individual con Haze; ésta se vengó formando equipo con Mickie Knuckles para derrotar a MsChif y Allison Danger en Simply The Best V. MsChif derrotó a su compañera de equipo en la primera ronda de un torneo para coronar a la primera Campeona Femenina de la NWA Midwest antes de perder ante la eventual ganadora Lacey en la primera semifinal.
El intento de MsChif de volver a ganar se quedó corto en A Butcher Loose In The Highland al mes siguiente. Encontró el éxito contra su rival Haze y Knuckles en un baile a tres bandas la semana siguiente en el evento anual King of the Deathmatch, lo que la llevó a una serie de victorias que elevaron su estatus hasta que en octubre retó dos veces a Mercedes Martínez por el Campeonato del Medio Oeste de la NWA. Al perder por descalificación, se enfadó lo suficiente como para interferir en el combate de Martínez contra Mickie Knuckles dos noches después en el Eighth Anniversary Show, exigiendo una revancha que terminó en una doble cuenta atrás y dando lugar a un intenso enfrentamiento con Knuckles al año siguiente. MsChif cerró el año perdiendo contra Haze por descalificación en un show de NWA No Limits.

#### Mickie Knuckles y el Midwest Championship (2004–2006)

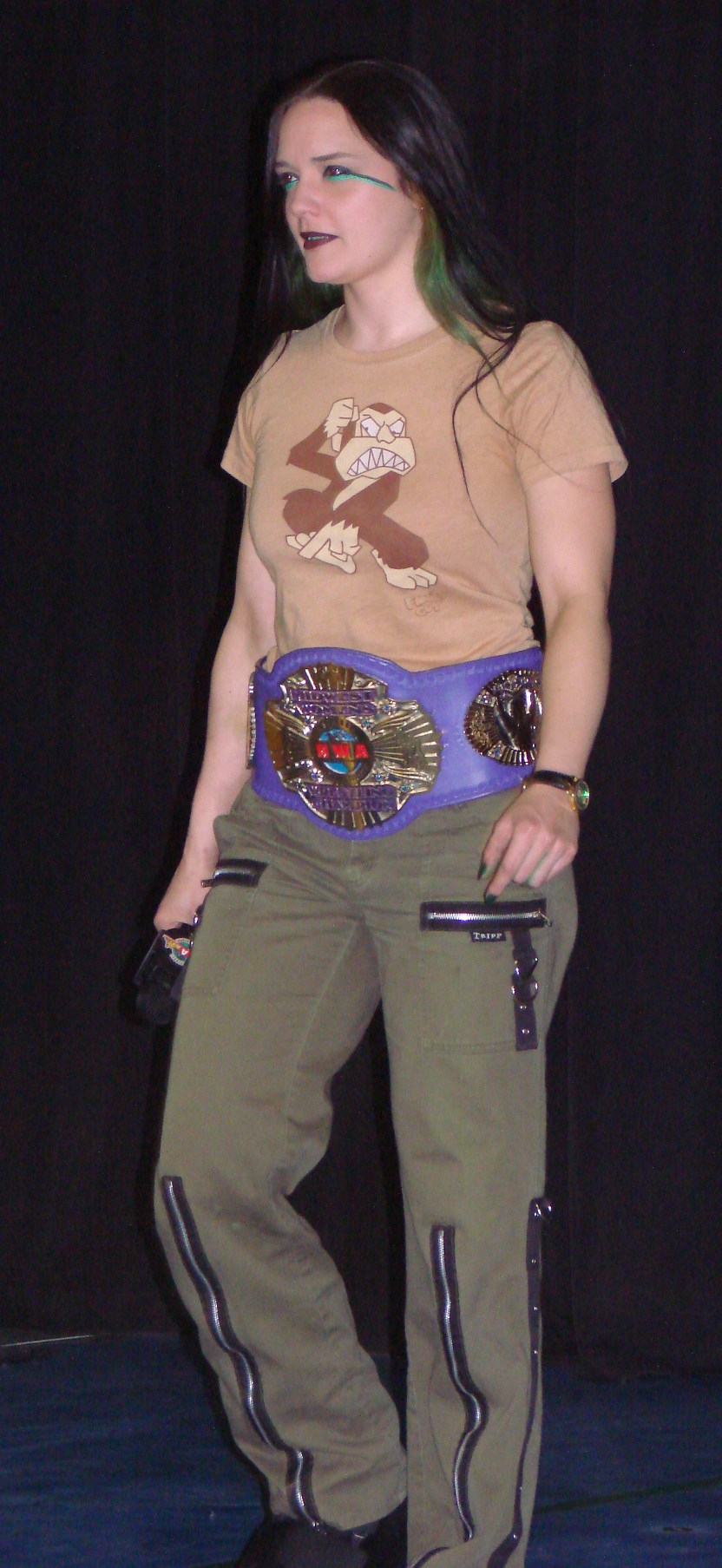
MsChif durante su segundo reinado como campeona del NWA Midwest.

En el último combate de MsChif en 2004, Mickie Knuckles no consiguió una victoria en la revancha en un combate sin descalificación para el programa Merry Funkin' Christmas de la IWA. Al entrar en 2005, la lucha de MsChif con Knuckles se intensificó hasta convertirse en una batalla salvaje que se mantuvo durante más de la mitad del año. MsChif abrió el año continuando su dominio sobre Knuckles en un combate por sumisión, y de nuevo en otro combate sin descalificación para NWA No Limits. 
A continuación, MsChif participó en un combate de eliminación a seis bandas por el campeonato combinado NWA Midwest/IWA Mid-South, en el que, aunque perdió ante Daizee Haze, fue la última eliminada. Tras el combate, continuó con su dominio sobre Knuckles en la IWA East Coast en un combate individual estándar, antes de volver a Mid-South para conseguir otra victoria sobre ella en un combate a primera sangre para April Bloodshowers. Knuckles consiguió su primera victoria individual sobre MsChif a finales de mes en un combate en jaula de acero. La derrota no le impidió luchar por la NWA Midwest el 7 de mayo en un combate por el título NWA Midwest/IWA Mid-South en el que derrotó a Haze.
Su primera defensa del título se produjo al mes siguiente en un baile a tres bandas en el ECW Arena que terminó con la victoria de Knuckles y el cinturón. El combate dio lugar a algunas discusiones fuera del ring, ya que el promotor de la NWA Midwest, Ed Chuman, vetó el cambio de título alegando que el combate estaba sancionado únicamente por la IWA:Mid-South. Ian Rotten hizo valer el derecho de Knuckles al título, lo que llevó a la división del cinturón y a que MsChif reinara ahora como única campeona de la NWA Midwest.
Tras una exitosa defensa del título con la NWA Midwest, las dos campeonas se enfrentaron en un combate de unificación que terminó en doble descalificación, dejando los cinturones divididos. En septiembre, la antigua rival de MsChif, Haze, reavivó su disputa para desafiar su título, pero no llegó a hacerlo. En NWA 57th Annual Convention, Haze trató de demostrar que seguía siendo digna del cinturón cuando, junto a TJ Dalton, consiguió una victoria sobre Diabolic Khaos en un combate mixto. Después de la derrota, MsChif se vio obligada a poner su cinturón en juego en un combate en el que Diabolic Khaos se unió de nuevo en un combate en jaula de acero por equipos "El ganador se lo lleva todo" en el que también se disputó el Campeonato de la División X de la NWA Midwest de Delirious. El partido de noviembre vio a Haze y Matt Sydal salir con sus respectivos campeonatos.
En 2006 MsChif lucharía con menos frecuencia para las filiales de la NWA, ya que comenzó a trabajar en otras promociones. Sin embargo, cuando volvió a luchar con ellos, fue en febrero para el Payback de la IWA:Mid-South, donde trató de reclamar el Campeonato de la IWA Mid-South a Knuckles, pero no tuvo éxito, ya que el combate terminó en otro empate, esta vez a través de un doble pin. Su siguiente combate, en el We're No Joke de abril, fue un asunto confuso en el que formó equipo con la campeona de la IWA Mid-South, Mickie Knuckles, contra Vanessa Kraven y la campeona de la NWA Midwest, Daizee Haze, en el que ambos títulos estaban en juego y, si uno de los equipos sobrevivía, se enfrentarían en un combate individual para decidir el ganador. En el evento Haze se eliminó con MsChif después de que un pin suplex alemán llevara a ambas a ser inmovilizadas, después de esto MsChif roció con niebla verde a Kraven permitiendo a Knuckles tomar ventaja y reunificar temporalmente los dos cinturones.

#### Campeonato mundial (2007–2010)
Con el Campeonato del Medio Oeste/IWA del Medio Sur fuera de su alcance, MsChif se decantó por el Campeonato Mundial Femenino de la NWA, luchando con éxito contra Christie Ricci para ganar su primer título mundial el 27 de enero de 2007. Mientras MsChif aspiraba al título, su némesis Mickie Knuckles había perdido el Campeonato del Medio Oeste de la NWA a manos de Josie en la primera semana del año, un cinturón que MsChif aún deseaba. En un evento de la NWA Midwest celebrado en marzo, tanto Josie como MsChif acordaron un combate corona contra corona en el que ambos títulos estaban en juego con un árbitro invitado especial: Knuckles. 
Al tener problemas con las dos competidoras, Knuckles no fue un árbitro imparcial, ya que se enfrentó a ambas. Después de negarse a contar los dos pinfalls en diferentes momentos del combate, Josie se declaró ganadora después de que MsChif cayera por una cuenta de diez y cogiera el cinturón. Se produjo un tira y afloja entre ella y Knuckles hasta que el árbitro lo soltó, lo que provocó que el cinturón se estrellara contra la cara de Josie, aturdiéndola lo suficiente como para que MsChif utilizara el Desecrator para ganar el combate. Después, Knuckles le reclamó a MsChif por la victoria, a lo que MsChif respondió con niebla verde. MsChif se convirtió en la primera mujer en ostentar tanto el Campeonato del Medio Oeste como el Mundial de la NWA.
MsChif mantuvo su Campeonato Mundial hasta mayo, cuando se vio envuelta en otro combate de campeones contra campeones, perdiendo ante la Campeona de Japón de la AWA, Amazing Kong, con ambos cinturones en juego. Una revancha entre ambas en septiembre, exclusivamente por el cinturón de la NWA, encabezó el NWA No Limits 3rd Anniversary Show, pero MsChif no consiguió recuperar su campeonato mundial.
Kong siguió defendiendo el cinturón, pero cuando fichó por Total Nonstop Action Wrestling (TNA), que había roto las relaciones laborales con la NWA, se decidió devolver el cinturón a MsChif, que lo ganó en abril de 2008 por countout bajo una estipulación especial para mantener la estatura de Kong, y lo defendió con éxito al mes siguiente en un alabado combate contra Cheerleader Melissa, con la que ya estaba enfrentada, y Ashley Lane, entre otras. 
Al año siguiente, MsChif defendió el Campeonato Mundial en el espectáculo inaugural de NWA Charlotte, Thorns & Roses, con motivo del Día de San Valentín, en el penúltimo combate de la noche. Con Daffney en su esquina, volvió a luchar contra Kong y se salvó de la Awesome Bomb usando su niebla verde, descalificándose para retener el cinturón en el proceso. El 24 de julio de 2010, MsChif perdió el Campeonato Mundial Femenino de la NWA ante Tasha Simone, poniendo fin a su reinado en 818 días.

### Shimmer y Ring of Honor

#### MelisChif (2005–2010)

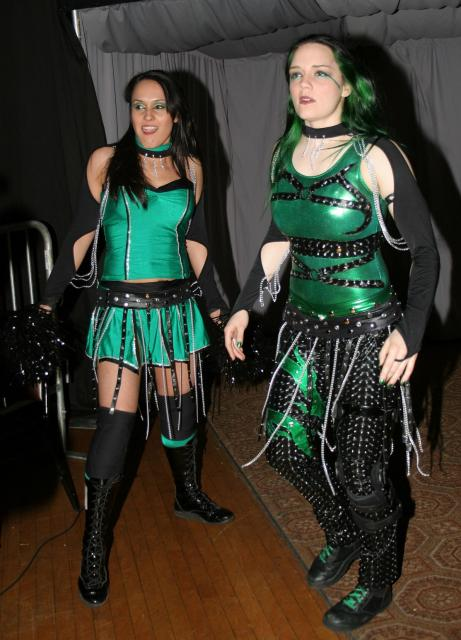
Cheerleader Melissa y MsChif mantuvieron una larga rivalidad que se transformó en respeto mutuo y acabaron formando equipo.

En noviembre de 2005, MsChif fue invitada a participar en el espectáculo de debut de Shimmer Women Athletes, una promoción de lucha libre exclusivamente femenina diseñada para dar a las mujeres una plataforma para mostrar su habilidad en el ring. Se hizo con un enemigo instantáneo en su combate de debut, derrotando a Cheerleader Melissa. Esta derrota provocó la ira de Melissa, que distrajo a MsChif durante su combate del Volumen 3 contra Lexie Fyfe. Las dos se enfrentaron por segunda vez durante el Volumen 4 en el primer combate hardcore de Shimmer. El combate fue aclamado por la crítica, y en él las dos lucharon a través de la multitud y en las calles de Berwyn (Illinois), donde MsChif fue cortada. 
MsChif trató de usar su niebla verde para despachar a Melissa, pero fue bloqueada con una silla de acero, la silla de acero sería más tarde útil ya que, justo antes de que la lucha llegara a la media hora, MsChif fue encerrada en un Kondo Clutch y se dobló tanto que se vio obligada a patear la cabeza a través de la silla que Melissa colocó en su columna vertebral. MsChif se recuperó con una victoria en su debut en Ring of Honor (ROH) en Supercard of Honor I, donde ganó un combate Shimmer Six Woman Mayhem, que incluía a sus enemigas Melissa y Daizee Haze.
La victoria sobre Melissa aparentemente no le satisfizo después de la derrota anterior, como reveló en Volume 5, cuando distrajo a Melissa durante un combate con Allison Danger, facilitando que Melissa fuera enrollada y perdiera el combate. La pelea posterior requirió el esfuerzo combinado de la mayor parte del vestuario para separar a las dos. De nuevo se utilizaron las reglas del hardcore para tratar de resolver la mala sangre, esta vez en un combate Last Woman Standing que se disputó durante veinte minutos y que terminó con Melissa incapaz de levantarse tras recibir un Desecrator a través de una silla de acero.
Su rivalidad con Melissa dio un nuevo giro en Volume 7, en octubre de 2006, durante un combate individual con Rain. Cuando Melissa apareció en ringside fue empujada por Lacey, la compañera de Rain, que estaba interfiriendo en el combate, algo que la animadora no aceptó y respondió haciendo que el árbitro se fijara en el objeto extraño que Lacey había dado a Rain, lo que significó que MsChif ganara por descalificación.
Tras la victoria de Melissa en el evento principal, Lacey y Rain (The Minnesota Home Wrecking Crew) la agredieron hasta que MsChif salió a salvarla. Lacey, enfadada por la interferencia de MsChif, retó a ambas a un combate por equipos en Volume 8 y se marchó furiosa, dejando que MsChif mirara fijamente a Melissa antes de dejarla celebrar su victoria. A pesar de la destreza de ambas luchadoras, no tuvieron éxito contra el experimentado equipo de etiquetas Home Wrecking.
Mientras tanto, MsChif dejó de lado sus problemas con otra antigua enemiga, Daizee Haze, en un intento de derrotar a las Minnesota Home Wrecking Crew en el evento Driven 2007 de ROH, pero de nuevo se quedó corta. De vuelta a Shimmer, MsChif formó equipo no sólo con Haze, sino también con la luchadora británica Eden Black para enfrentarse a las recién formadas International Home Wrecking Crew, con la compañera de equipo Jetta, y MsChif consiguió finalmente la victoria, aunque fue Haze quien obtuvo el pinfall.
La derrota en su primera salida como equipo de etiqueta no detuvo a los enemigos convertidos en aliados, que pronto recibieron el sobrenombre de MelisChif. En el Volumen 12 se unieron para enfrentarse al equipo invicto de The Experience (Lexie Fyfe y Malia Hosaka). Cuando el combate llegaba a su fin, Melissa salvó a MsChif de un movimiento de doble equipo y derribó a Hosaka con un Air Raid Crash que MsChif siguió con su Unhallowed Grace para conseguir el pin. Volvieron a formar equipo con éxito en el Volumen 17 contra The Dangerous Angels (Allison Danger y Sara Del Rey). Durante este combate, MsChif cubrió a la campeona de Shimmer, Del Rey, durante más de una cuenta de tres mientras el árbitro estaba distraído, lo que llevó a MsChif a disputar y ganar el Campeonato de Shimmer.
Después de que MsChif ganara el título principal, el equipo se etiquetó con menos frecuencia. Aun así, en el Volumen 23 MsChif defendió su cinturón contra Serena Deeb. Tras el combate, Del Rey, que desde entonces se había convertido en un personaje villano, subió al ring para reclamar el cinturón, seguido de Amazing Kong, que también quería una oportunidad para el título. Ambas atacaron a MsChif hasta que Melissa salió a salvarla. En lugar de un combate por el Campeonato Shimmer, esto llevó al equipo ad hoc formado por Del Rey y Kong a enfrentarse a MelisChif en el Volumen 24 para tener una oportunidad por el Campeonato Shimmer Tag Team, que Kong y Del Rey ganaron.
Sin embargo, después de que Melissa derrotara a la Campeona Tag Team Nicole Matthews en acción individual en el Volumen 27, el equipo tuvo una oportunidad por los títulos durante el Volumen 30, pero las NINJAs canadienses (Matthews y Portia Pérez) derrotaron al equipo. Posteriormente, Melissa anunció que, tras dos derrotas consecutivas en el Tag Team, dejaría de formar equipo con MsChif.

#### Competiciones en solitario (2005–presente)
Aparte de su sorprendente victoria en su debut sobre Cheerleader Melissa, la carrera individual de MsChif en Shimmer creció lentamente pero con éxito. Durante el Volumen 2 fue inesperadamente inmovilizada por Beth Phoenix y volvió a perder en el Volumen 3 contra Lexie Fyfe. Sin embargo, la mencionada victoria de MsChif en Ring of Honor la llevó a una racha de victorias en combates individuales que duró todo el año 2006 hasta el Volumen 9, en abril de 2007, en el que perdió contra Amazing Kong, un mes antes de perder el Campeonato Mundial de la NWA contra ella.
Durante el torneo para coronar a la primera campeona de Shimmer, MsChif obtuvo una victoria de vuelta sobre Fyfe en la primera ronda, pero perdió ante Sarah Stock en los cuartos de final; la victoria inicial llevó a MelisChif a la primera victoria, sobre Fyfe y Hosaka, antes de otra derrota en equipo durante el Volumen 15 con su compañera de Scream Queens, Daffney.
Después de ganar impulso en sus combates individuales en Shimmer y ROH, MsChif buscó, y obtuvo, un combate por el título contra la campeona inaugural de Shimmer, Sara Del Rey, con su victoria por equipos en el Volumen 17 sobre las Dangerous Angels. Durante el combate, MsChif inmovilizó a la campeona mientras el público contaba cinco segundos, pero para cuando el árbitro tomó el control del combate, Del Rey se había retirado; sin embargo, Cheerleader Melissa pronto inmovilizó a Allison Danger. 
En la apertura del Volumen 18, MsChif señaló que había inmovilizado a la Campeona de Shimmer por más de una cuenta de tres y exigió una oportunidad por el título, que Del Rey, afirmando ser una campeona luchadora, aceptó de buen grado. En el evento principal, MsChif pudo utilizar con éxito el Desecrator para convertirse en la segunda campeona de Shimmer. Primero defendió el cinturón contra Jetta, que ganó un royal rumble de 21 mujeres para conseguir la oportunidad y continuó defendiéndolo en los siguientes shows.
Al finalizar la temporada de Shimmer, MsChif defendió su cinturón en promociones fuera de Shimmer. En el Rising Above de ROH de noviembre (emitido en enero de 2009), impidió que Del Rey recuperara el título. En el evento de Full Impact Pro de octubre, Fallout, Rain la retó sin éxito por el cinturón. Entonces, Mercedes Martínez, que estaba invicta en Full Impact Pro, reclamó una segunda oportunidad por el título, ya que había sido despachada por MsChif en el Volume 20 de Shimmer, pero en el Battle of the Belts de febrero de 2009 MsChif volvió a demostrar su dominio. 
En 2009, ROH estrenó un programa de televisión semanal, Ring of Honor Wrestling, en HDNet, y MsChif debutó en el octavo episodio como parte de The Age of the Fall, al que se había unido en junio anterior,[63] y formó equipo con su líder Jimmy Jacobs en un esfuerzo perdedor contra el equipo de Daizee Haze y el exmiembro de Fall Delirious. El 8 de noviembre de 2009, en las grabaciones del Volumen 28 de Shimmer, MsChif defendió con éxito su título en un combate de eliminación a tres bandas contra Amazing Kong y LuFisto, y en el proceso le propinó a Kong su primera derrota por pinfall en la empresa.
El 11 de abril de 2010, en el Volumen 31, MsChif defendió el Campeonato Shimmer contra la luchadora australiana Madison Eagles. En una victoria inesperada, Eagles aplastó a la campeona, poniendo fin al reinado de MsChif a poco menos de dos años después de 14 defensas exitosas.

### Otras promociones
Tras haber causado impacto en IWA:Mid-West y Shimmer Women Athletes, MsChif fue invitada a otra promoción exclusivamente femenina, ChickFight, una promoción con sede en San Francisco que celebraba torneos por eliminación. Su primera salida fue ChickFight IV en abril de 2006, donde se enfrentó a Candice LeRae en la primera ronda. Después de derrotarla, pasó a la semifinal, en la que venció a Lacey, antes de ganar su torneo de debut con una victoria contra Mercedes Martínez.
En junio compitió en la ChickFight V y derrotó a Sumie Sakai en la primera ronda antes de sufrir una derrota en semifinales contra Jazz, y corrió una suerte similar en los dos eventos siguientes. En la ChickFight VII: The UK vs. The USA derrotó a la luchadora británica Jade, pero perdió contra la ganadora final, Cheerleader Melissa, en las semifinales, meses después de que se hubieran unido en el Volumen 8 de Shimmer. En su última aparición con la compañía, durante ChickFight VIII, llegó a la final, venciendo a Jetta en el camino, antes de perder contra Wesna en la final.
Días antes de ChickFight VII, MsChif hizo su primera aparición en la promoción londinense Real Quality Wrestling (RQW) para su evento de apertura del calendario No Pain, No Gain. El combate de triple amenaza, en el que también participó Melissa, fue por el Campeonato Femenino de RQW y lo ganó la campeona defensora Eden Black. Volvió a RQW en junio en un combate de atracción de ChickFight en el que chocaron dos feudos en Taking On The World, donde hizo equipo con Black en un esfuerzo perdedor contra Melissa y Jetta.
En agosto de 2006, MsChif participó en la Wrestle Expo 2006 de Japón. Durante el evento se le concedió un bye hasta la semifinal, donde derrotó a Kyoko Kimura para ganarse un puesto en el combate final. Como la otra finalista era la campeona individual de la NWA Women's Pacific/NEO, Yoshiko Tamura, el cinturón se puso en juego, pero MsChif no pudo conseguir la victoria.
Además de estas promociones, MsChif ha hecho varias apariciones puntuales y limitadas para otras empresas. Quizás la más famosa de estas empresas fue NWA: Total Nonstop Action (NWA:TNA) para su programa televisado TNA Xplosion en un esfuerzo perdedor contra su viejo enemigo Daizee Haze.
El 8 de octubre de 2012, MsChif hizo su primera aparición en Japón en seis años, cuando participó en el evento principal Joshi 4 Hope IV, desafiando sin éxito a Hailey Hatred por el Campeonato Femenino de Remix Pro.

## Vida personal
Collins se graduó en la universidad como científica en genética. Junto con su trabajo en la lucha libre profesional como MsChif, trabaja en un laboratorio de microbiología. En octubre de 2010 apareció en la serie de PBS The Secret Life of Scientists and Engineers.
En junio de 2013, Collins y el también luchador profesional Aaron Frobel, que lucha como Michael Elgin, anunciaron su compromiso, y se casaron al mes siguiente, el 4 de julio. El 4 de septiembre de 2015, Collins dio a luz a su primer hijo, un niño llamado Jax. La pareja se divorció en 2020.

## Campeonatos y logros
- ChickFight
  - ChickFight IV[60]
- Coastal Wrestling Association

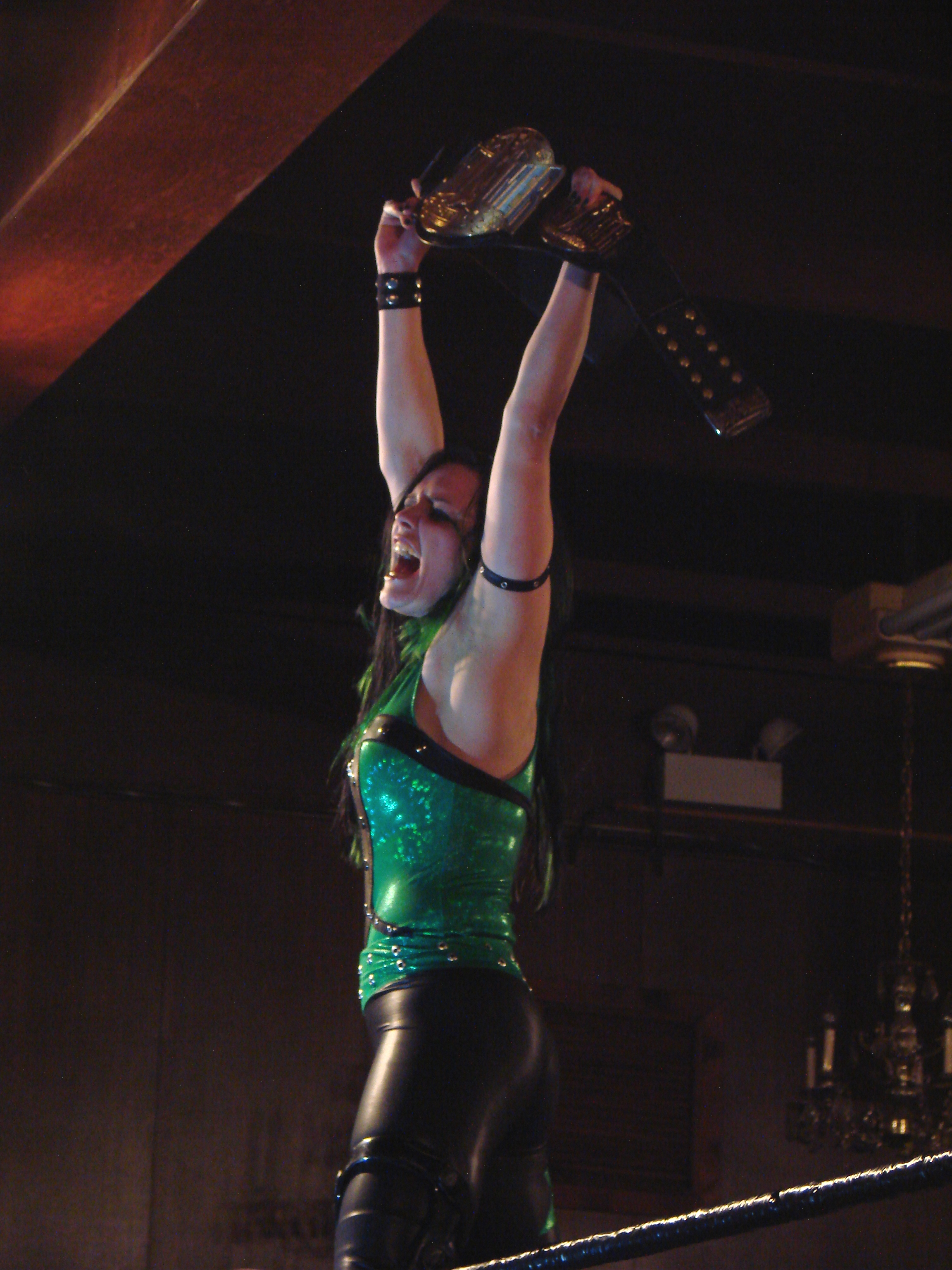
MsChif durante su reinado en el Shimmer Championship.

  - CWA Tag Team Championship (1 vez) – con Cindy Rogers[70]
- Gateway Championship Wrestling
  - GCW Light Heavyweight Championship (1 vez)[15][70]
- National Wrestling Alliance
  - NWA World Women's Championship (2 veces)[35][70][71]
  - NWA Midwest/IWA Mid-South Women's Championship (1 vez)[28]
  - NWA Midwest Women's Championship (2 veces)[33]
- Pro Wrestling Illustrated
  - Posicionada en el nº 4 del top 50 de luchadoras femeninas en el PWI Female 50 en 2009[72]
- Shimmer Women Athletes
  - Shimmer Championship (1 vez)[54][70]
- Zero1 Pro Wrestling USA
  - Zero1 Pro Wrestling USA Midwest Women's Championship (1 vez)[73]